# برنامه مگان مولالی
برنامه مگان مولالی (انگلیسی: The Megan Mullally Show) یک تاک شو آمریکایی است که از ۱۸ سپتامبر ۲۰۰۶ تا ۹ ژانویه ۲۰۰۷ توسط مگان مولالی میزبانی می‌شد. این برنامه توسط پخش تلویزیونی ان‌بی‌سی‌یونیورسال توسعه یافته‌است.